# Konstal 105Na
Konstal 105Na je polská tramvaj, která byla vyráběna mezi lety 1979 a 1992 v podniku Konstal v Chořově. Úzkorozchodná verze byla označena jako 805Na. V současnosti se jedná o nejrozšířenější tramvaj v Polsku.

## Konstrukce
Konstal 105Na je jednosměrný motorový tramvajový vůz se čtyřmi dveřmi (střední jsou zdvojené). Tramvaj je čtyřnápravová se všemi hnacími nápravami.
Typ 105Na vznikl úpravou původní verze Konstal 105N, která byla vyráběna v 70. letech 20. století. Bylo změněno umístění prvků elektrické výzbroje zpod schodů do skříně v zadní části kabiny řidiče vozu, byla rovněž zrušena malá přední i boční okénka. Z provozního hlediska byla nejdůležitější změnou zapojení elektromotorů sérioparalelně místo původního sériového zapojení, díky čemuž klesla spotřeba elektrické energie o 12 %. Tramvaje 105Na byly rovněž vybaveny novými podvozky.
Během provozu byly tramvaje 105Na hojně modernizovány (mj. změny elektrické výzbroje, nová plastová čela, nové dveře, zobousměrnění vozu). Na typ 105Na (805Na) byly rovněž upravovány i starší tramvaje 105N (805N).

## Verze
Od 80. let 20. století vzniklo velké množství nejrozličnějších modernizací tramvají 105Na (805Na).
- Konstal 105NT – tyristorová výzbroj
- Konstal 105Nb – nové dveře a podvozky
- Konstal 105Np – statický měnič
- Konstal 105Ng/S – tyristorová výzbroj, nové dveře
- Konstal 105N2k – nové dveře, statický měnič
- Konstal 105N2k/2000 – výzbroj s GTO tyristory, nový design
- Protram 105NWr – výzbroj s IGBT tranzistory, nový design
- Konstal 105Nf – nový řídicí pult, polopantograf
- Konstal 105Nz – asynchronní motory
- Konstal 105Nd a 105NaD – vlečný vůz
- Konstal 105NaDK – zobousměrnění vozu
- HCP 115N – kloubová tramvaj vytvořena spojením dvou vozů 105Na, mezi něž je vložen nový střední nízkopodlažní článek
- Protram 405N – kloubová tramvaj vytvořena spojením třech vozů 105Na

## Provoz
Tramvaje 105Na (805Na) jsou v provozu ve všech polských městech s tramvajovou dopravou. Většinou jezdí spřažené ve dvojicích, v některých provozech i jako sólo vozy. V Gdaňsku a Krakově jsou vypravovány i třívozové vlaky tramvají 105Na. V Gdaňsku provoz těchto vozů byl ukončen začátkem března 2021.

## Galerie

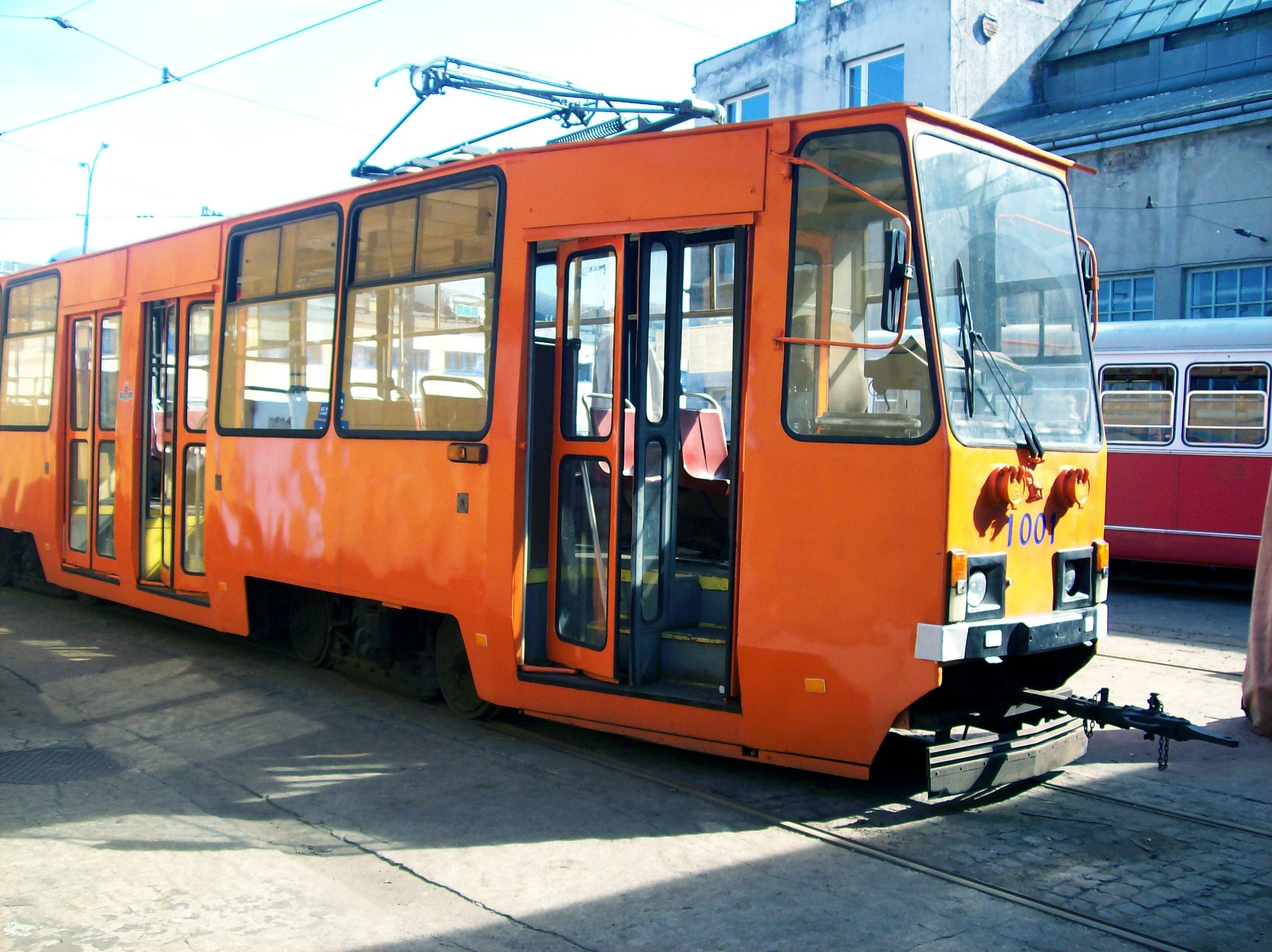
Pracovní vůz 105NT v Krakově
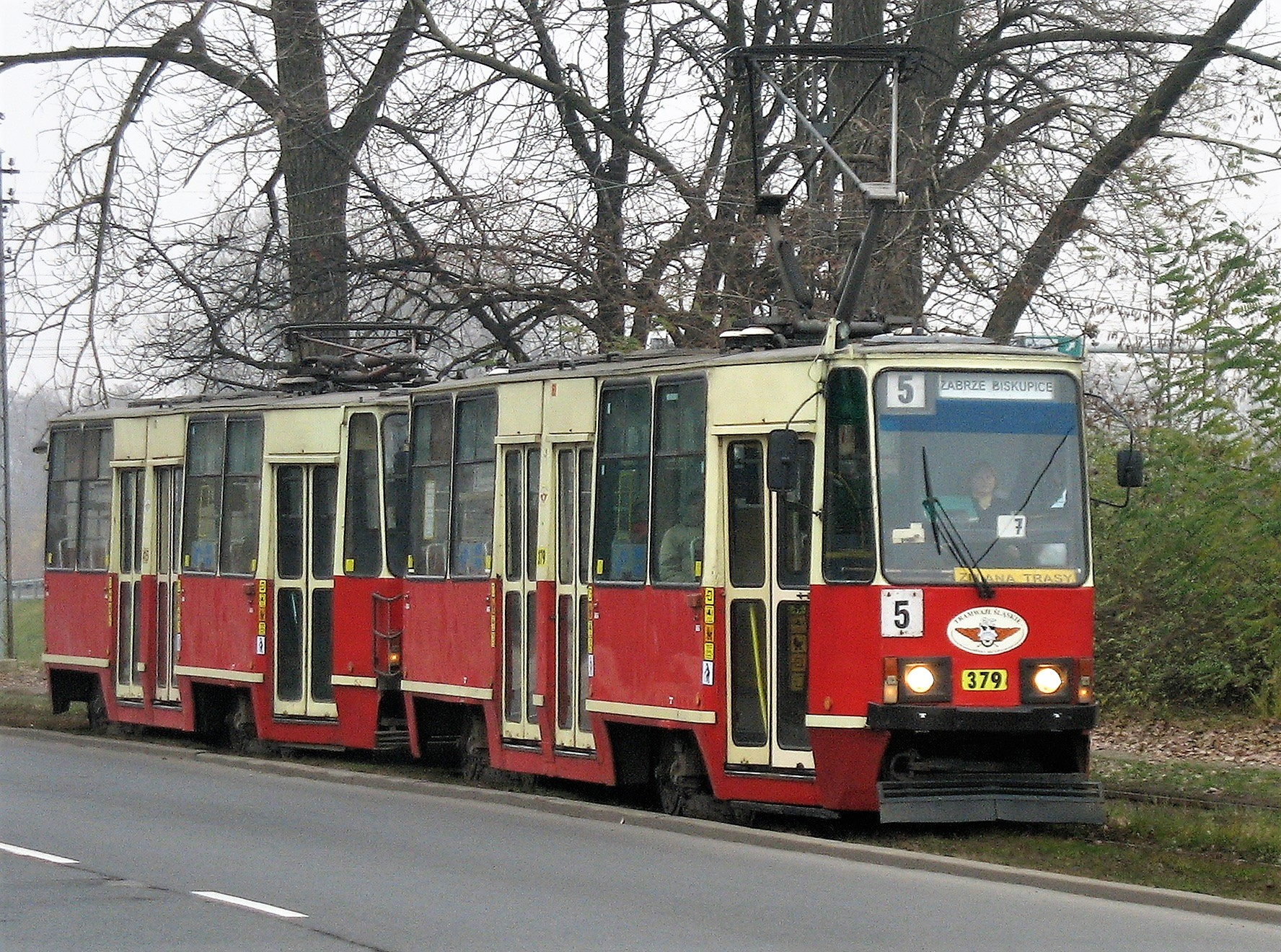
Souprava vozů 105Na v Zabrzu
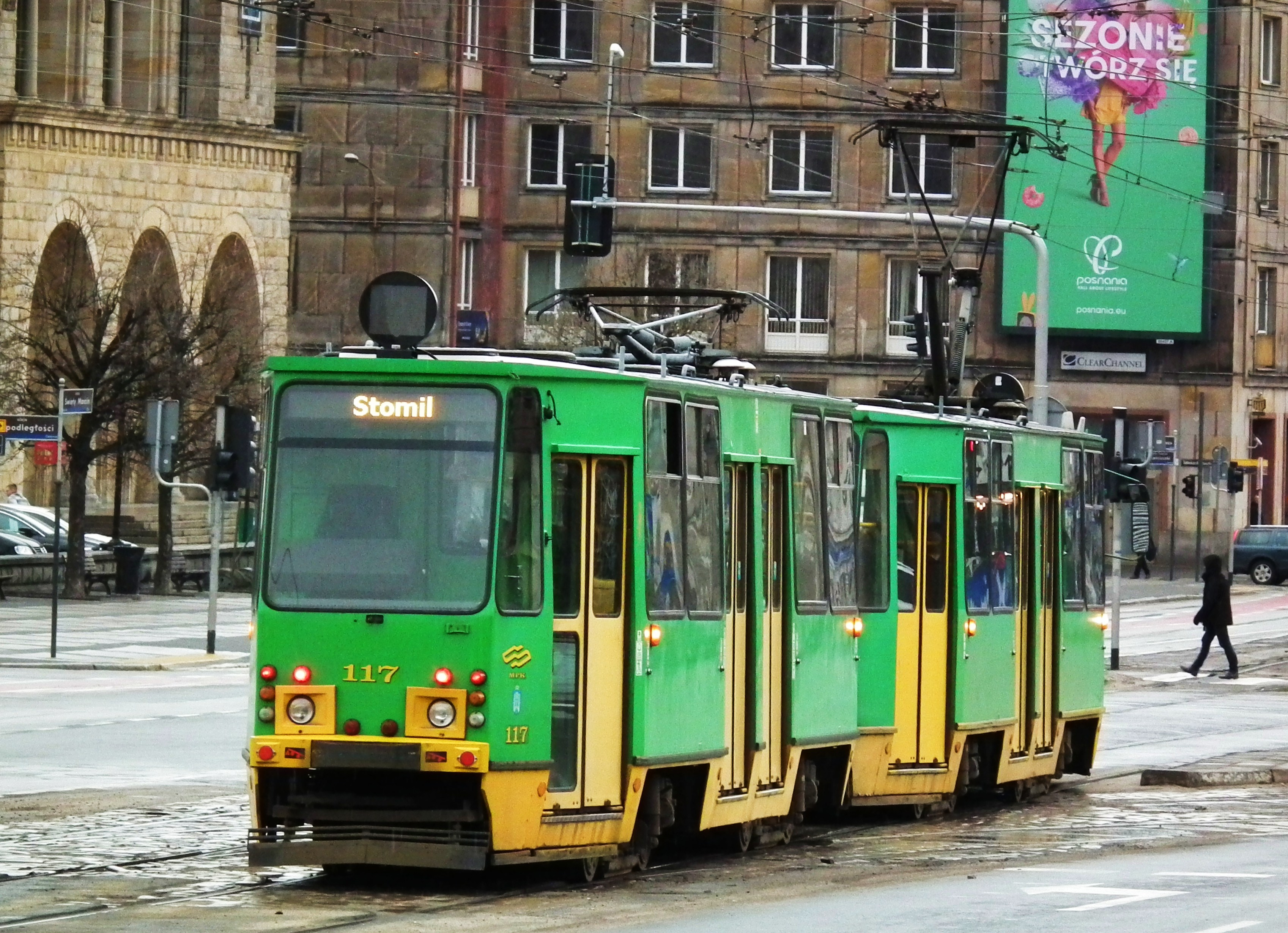
Dvousměrné tramvaje 105NaDK v Poznani
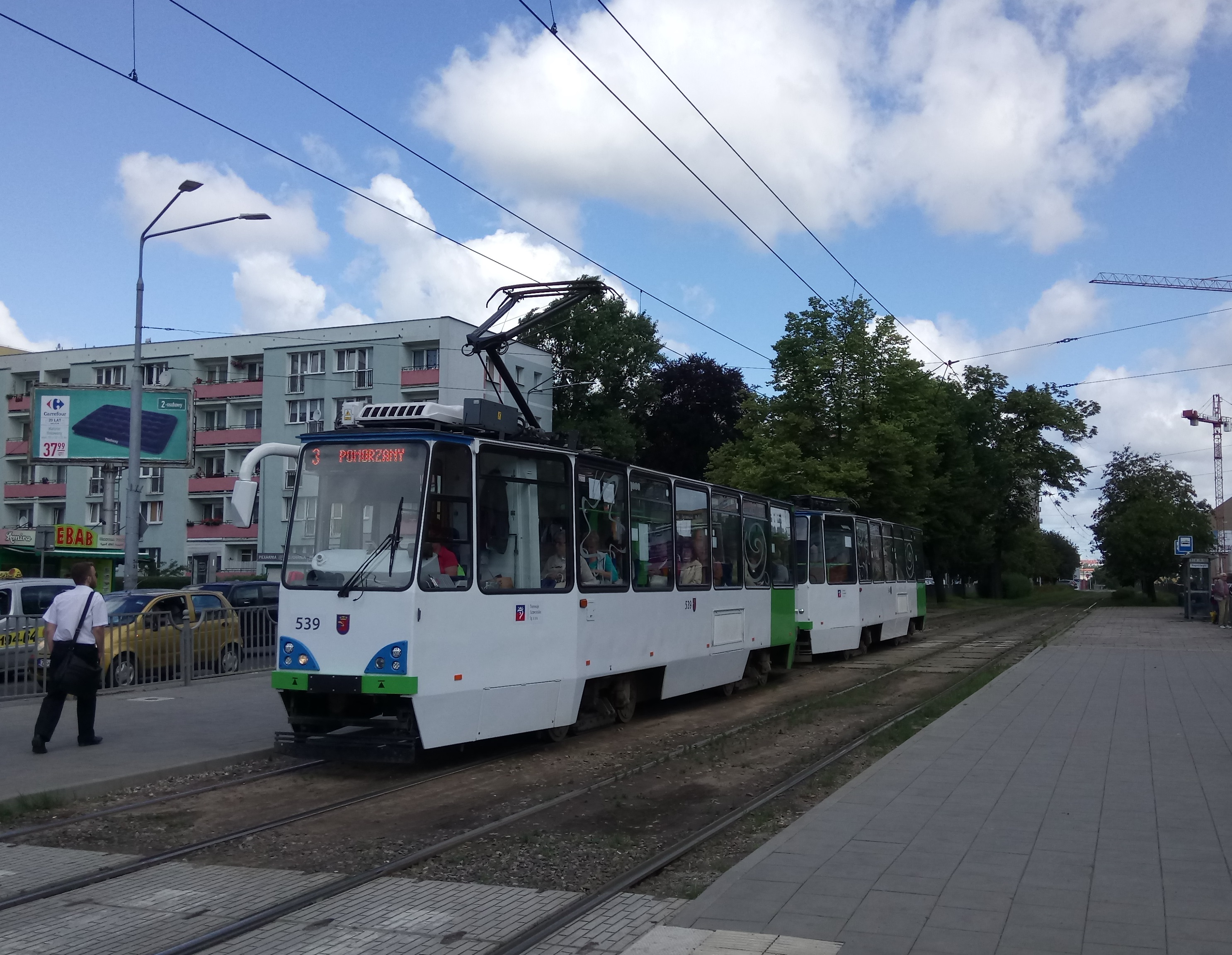
Štětínská souprava vozů 105Ng/2015
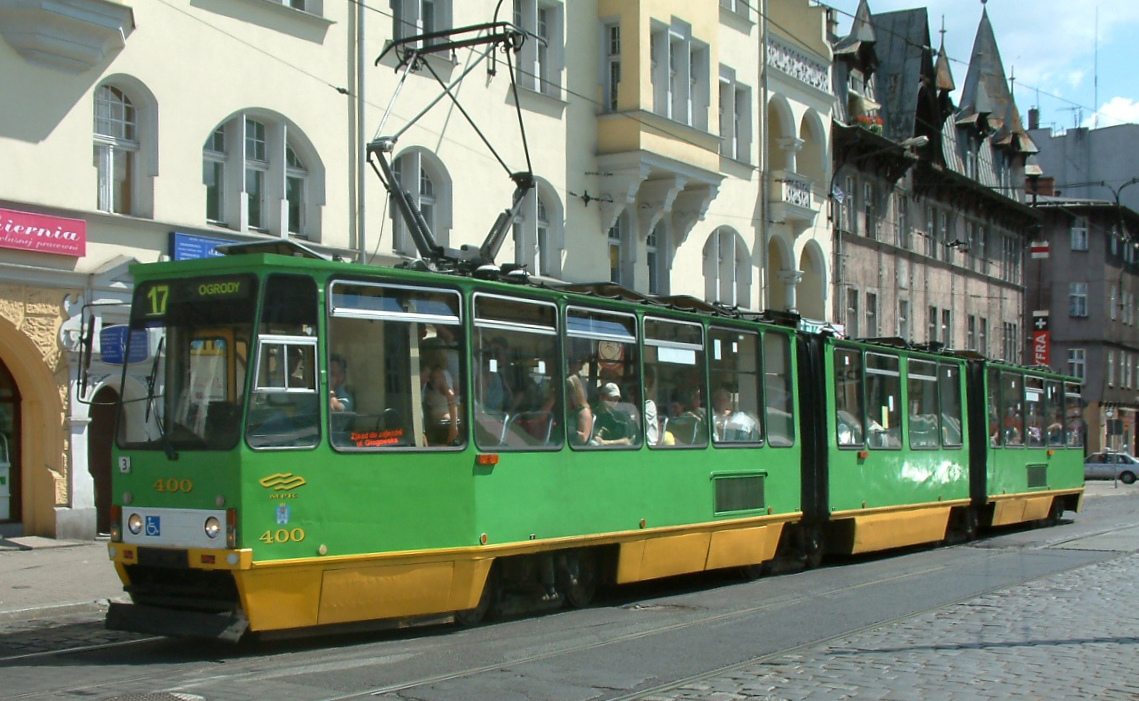
Částečně nízkopodlažní tramvaj 115N v Poznani
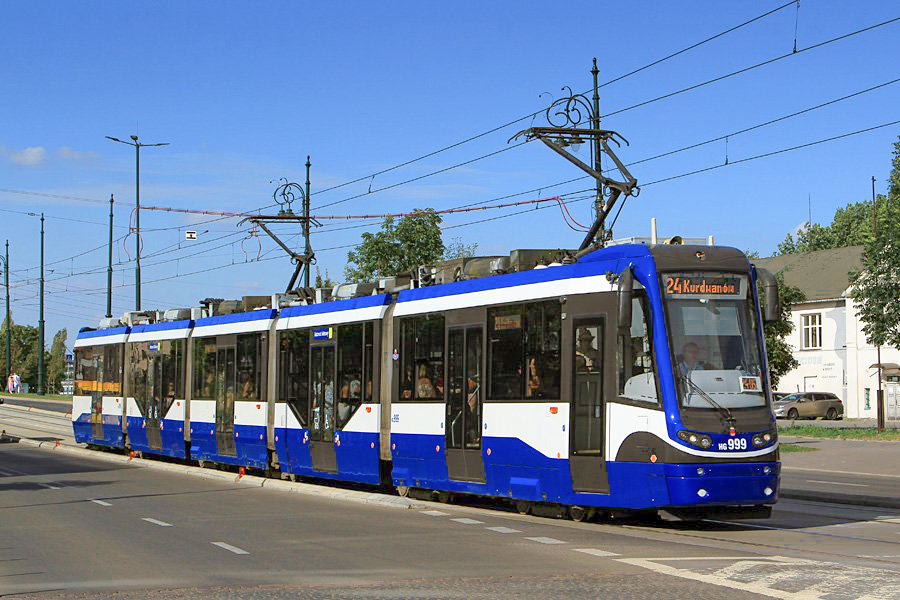
Částečně nízkopodlažní tramvaj 405N v Krakově